# Víctor Ruiz Abril
Víctor Ruiz Abril (Utiel, Valencia, 2 de noviembre de 1993), conocido como Víctor Ruiz, es un futbolista español que juega en la demarcación de delantero.

## Biografía
Nacido en Utiel, se formó en la cantera del Club Deportivo Utiel y en la del Valencia C. F., a la que llegó en edad juvenil. Un año después volvió al equipo de su localidad para hacer su debut sénior en Tercera División. Tras dos años allí, en 2014, se fue al C. D. Olímpic para competir en la Segunda División B. Posteriormente continuó su carrera en el Valencia C. F. Mestalla, U. D. Alzira, Yeclano Deportivo y S. D. Formentera.
En diciembre de 2018 firmó por el F. C. St. Gallen, pasando de jugar en la Tercera División española a la Superliga de Suiza y pelear por clasificarse para la Liga de Campeones de la UEFA. Durante su etapa en el club, en la que jugó 114 partidos, lograron un subcampeonato liguero y llegaron dos veces a la final de la Copa de Suiza, perdiéndola en ambas ocasiones.
El 2 de agosto de 2022 fue traspasado al Al-Fayha F. C. saudí. Allí estuvo una temporada y media y en febrero de 2024 regresó al F. C. St. Gallen. Esta segunda etapa en el club duró un año en el que disputó 28 partidos antes de rescindir su contrato.

## Clubes
| Club                    | País           | Año       |
| ----------------------- | -------------- | --------- |
| C. D. Utiel             | España         | 2012-2014 |
| C. D. Olímpic           | España         | 2014-2015 |
| Valencia C. F. Mestalla | España         | 2015-2016 |
| U. D. Alzira            | España         | 2016-2017 |
| Yeclano Deportivo       | España         | 2017-2018 |
| S. D. Formentera        | España         | 2018      |
| F. C. St. Gallen        | Suiza          | 2019-2022 |
| Al-Fayha F. C.          | Arabia Saudita | 2022-2024 |
| F. C. St. Gallen        | Suiza          | 2024-2025 |